# Betische cordillera

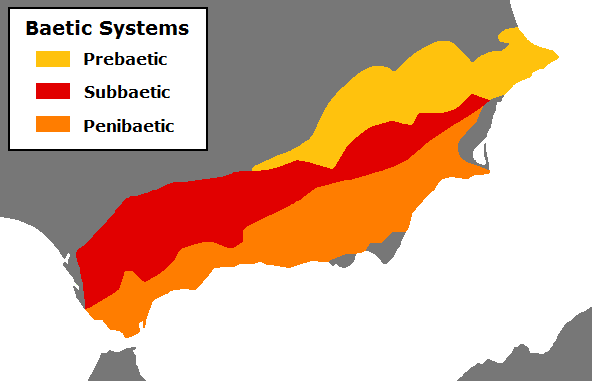
De Betische Cordillera in Zuid-Spanje

De Betische cordillera of Cordillera Bética is een verzamelnaam voor gebergtes in het zuiden van Spanje en het noorden van Marokko. De afzonderlijke ketens zijn meestal bekender onder hun eigen namen.
De cordillera vormt een grote boog die van oost naar west langs de Marokkaanse kust loopt (het Rifgebergte) en dan via de Straat van Gibraltar oversteekt naar het Iberisch Schiereiland. Daar draait de boog om terug naar het oosten, en loopt dan vanaf Cádiz naar Valencia en de Balearen. De Cordillera Bética wordt in het noorden begrensd door het bekken van de Guadalquivir dat haar scheidt van de Spaanse Hoogvlakte, in het zuiden door het bekken van Fez. In de concave (binnen-)zijde van de boog ligt de Alboránzee.

## Indeling
Tot de Betische Cordillera behoren:
- het Rifgebergte in Marokko
- de Rots van Gibraltar
- de Sierra de Bernia
- de Sierranía de Ronda
- de Sierra Nevada
- de Sierra de los Filabres
- de Sierra de Alhamilla
- de Sierra Cabrera
- de Sierra Almagrera
- de Sierra Almagro
- de Sierra Almen
- de Sierra Espuña
- de Sierra de María